# Eoazara
Eoazara ist eine ausgestorbene Gattung der Nashörner aus der Gruppe der Elasmotherien. Überliefert sind der Schädel mit Unterkiefer und einige wenige Beinknochen. Sie verweisen auf ein großes Tier, das die Ausmaße der größten heutigen Nashörner erreichte, allerdings wohl einen schlankeren Körperbau aufwies. Vermutlich war auf dem langen Schädel nur ein Horn ausgebildet. Die Tiere bewohnten offene Landschaften und ernährten sich grasfressend. Bisher ist die Gattung lediglich aus Nordafrika nachgewiesen, wo sie im Oberen Miozän vor 9,5 bis 8 Millionen Jahren vorkam. Sie wurde im Jahr 2021 wissenschaftlich eingeführt. Es ist eine Art anerkannt.

## Merkmale
Eoazara repräsentiert einen großen Vertreter der Nashörner. Er erreichte die Ausmaße der größten rezenten Formen, war aber vermutlich schlanker gebaut. Der überlieferte Schädel ist bis auf Teile des hinteren Abschnittes vollständig, allerdings durch zahlreiche Brüche beeinträchtigt. Seine Länge betrug rund 78 cm, die Breite auf Höhe der Orbita etwa 25 cm. Er wirkte dadurch recht langgestreckt, der Gesichtsbereich war jedoch verhältnismäßig kürzer als bei Iranotherium. Die Stirnlinie dellte sich leicht ein. Das Nasenbein war langgestreckt und endete spitz, oberhalb des Mittelkieferknochens. Am vorderen Ende zeigte sich eine stark aufgeraute Fläche, die die Lage des Horns direkt auf der Nase angibt. Dies ist typisch für stammesgeschichtlich ältere Elasmotherien, weicht aber von späten Formen wie Elasmotherium ab, die ihr Horn auf der Stirn trugen. Der Mittelkieferknochen war ebenfalls langgestreckt. Zwischen beiden öffnete sich der Naseninnenraum auf 18 cm Länge, er reichte aber nicht bis über den zweiten Prämolaren zurück. Im Gegensatz zu einigen späteren Elasmotherien war die Nasenscheidewand nicht verknöchert. Die Orbita befand sich etwa in der Mitte des Schädels, oberhalb des zweiten Molaren. Sie lag damit weiter vorverlagert als im Vergleich zu Iranotherium und Parelasmotherium. Ihre Ränder waren markant verdickt. Das Foramen infraorbitale setzte oberhalb des dritten und vierten Prämolaren an. Auf der Schädeloberfläche verliefen markante Temporallinien. Der Jochbogen war lang und breit. Er kragte seitlich nur wenig aus. Am 58 cm langen Unterkiefer verlief die Unterkante des horizontalen Knochenkörpers weitgehend gerade. Die Hinterkante des aufsteigenden Astes war steil nach hinten erhoben. Die Vorderkante jedoch stieg schwach an. Dadurch war der hintere Teil des Unterkiefers deutlich gestreckt, was ungewöhnlich für Nashörner ist. Die Symphyse endete auf Höhe des zweiten Prämolaren. Kurz vor diesem Zahn öffnete sich das Foramen mentale.
Das Gebiss von Eoazara ist nur teilweise bekannt. Der Mittelkieferknochen barg keine vorderen Zähne. Im Unterkiefer war das mittlere Schneidezahnpaar ausgebildet, unklar ist, ob ein inneres Paar bestand. Die Schneidezähne waren moderat groß. Ein langes Diastema trennte sowohl oben als auch unten das hintere Gebiss vom vorderen ab, im Unterkiefer dehnte es sich über 9,5 cm aus. Die oberen Prämolaren sind nicht überliefert. Am unteren hinteren Gebiss fällt auf, dass die Prämolarenreihe bestehend aus den drei hinteren Vormahlzähnen mit 9,1 cm Länge deutlich kürzer war als die Molarenreihe, die 14,0 cm lang wurde. Die Zahngröße nahm allgemein von vorn nach hinten zu. Der obere zweite Molar war breiter als lang, was beim verwandten Hispanotherium nicht vorkommt. Im Gegensatz zu den meisten anderen Nashörnern wies der hintere obere Mahlzahn einen fünf- anstatt dreieckigen Umriss auf. Auf der Kauoberfläche zeigte sich der Zahnschmelz charakteristisch gewinkelt.
Neben dem Schädel und einem isolierten Zahn sind nur wenige Teile des Körperskelettes aufgefunden worden. Hierbei handelt es sich um ein unteres Gelenkfragment des Oberarmknochens, mehrere Handwurzelknochen und jeweils einen Mittelhand- und Mittelfußknochen. Allgemein sind die Gliedmaßenknochen schlank gebaut, die Länge der Metapodien betrug 15,4 bis 16,9 cm bei Breiten von 3,7 bis 4,2 cm.

## Fossilfunde
Die bisher vorliegenden Fossilfunde von Eoazara stammen aus der Region um Skoura 50 km ostnordöstlich von Ouarzazate in dem nach der Stadt benannten Becken im Hohen Atlas in Marokko. Das Ouarzazate-Becken ist eigentlich für seine paläogenen Ablagerungen und Fossilreste bedeutend, die ihre Gegenstücke im Gebiet des Ouled-Abdoun-Beckens nördlich des Atlas haben. Erste Funde aus dem Neogen wurden im Jahr 2012 veröffentlicht. Sie kamen aus der Aït-Kandoula-Formation zu Tage, die weitflächig im Becken aufgeschlossen ist und bis zu 700 m mächtig wird. Sie besteht weitgehend aus limnisch-palustrinen Ablagerungen. Die Herkunft der Funde ist nicht ganz eindeutig. Ein Verweis in das ausgehende Obere Miozän mit Alterswerten um 6,5 bis 5 Millionen Jahren (entsprechend der Stufe MN 13 in der Biostratigraphie der Säugetiere) erwiesen sich als nicht haltbar. Die bisher aufgefundene Fauna setzt sich aus Reptilien, Vögeln und Säugetieren zusammen. Bei letzteren dominieren vor allem Huftiere. Darunter sind frühe Pferde wie Hippotherium, Eurygnathohippus und Cremohipparion zu nennen, ebenso Nashörner, neben Eoazara auch ein Vorläufer des Breitmaulnashorns (Ceratotherium), sowie Giraffenartige, Schweineartige und verschiedene Hornträger wie Prostrepsiceros und Skouraia. Des Weiteren ist mit Tetralophodon auch ein Mitglied der Rüsseltiere vertreten. Der Nachweis von Skouraia als Angehörigen der Ziegenartigen könnte eher für eine Einstufung in den mittleren Abschnitt des Oberen Miozäns sprechen (lokalstratigraphisch mittleres Turolium). Favorisiert wird ein Verweis in die Stufen MN 10 und 11, wodurch sich Altersdaten zwischen 9,5 und 8,2 Millionen Jahre ergäben.

## Paläobiologie
Die gesamte Zahnmorphologie mit dem stark gefalteten Zahnschmelz, der komplexen Kauoberfläche sowie der gekürzten Prämolarenreihe beziehungsweise dem vergrößerten letzten Molaren sprechen bei Eoazara wie auch bei anderen Huftieren für eine Anpassung an harte Grasnahrung. Die schlanken Mittelhand- und Mittelfußknochen verweisen auf eine recht schnelle Fortbewegung. Eoazara kann somit als grasfressender Offenlandbewohner angesehen werden. Die savannenartigen Landschaften, die in der Umgebung der Fundstelle bestanden, werden auch durch die anderen Fossilreste von Wirbeltieren angezeigt.

## Systematik
Eoazara ist eine ausgestorbene Gattung aus der Familie der Nashörner (Rhinocerotidae). Innerhalb dieser gehört sie zur Unterfamilie der Rhinocerotinae und zur Tribus der Elasmotheriini (Elasmotherien). Letztere stellen wiederum eine erloschene Gruppe dar,  welche die Schwestergruppe der Rhinocerotini mit den heute noch lebenden Nashörnern bilden. Die Elasmotherien schließen große bis sehr große Nashörner ein. Sie zeichnen sich durch zumeist ein einzelnes Horn aus, das entweder auf der Nase oder wie bei der Typusform Elasmotherium auf der Stirn saß. Des Weiteren kennzeichnete die Zähne häufig stark gefalteter Zahnschmelz, was als Anpassung an grashaltige Nahrung gewertet wird.
Die frühesten Vertreter der Elasmotherien sind bisher aus dem Unteren Miozän in Asien belegt, wie etwa durch Bugtirhinus und Caementodon mit einem Alter von rund 20 Millionen Jahren. Vermutlich lag hier auch der Ursprung der Gruppe, der möglicherweise bis in das Oligozän zurückreicht. Vor rund 18 Millionen Jahren erschienen Vertreter der Elasmotherien, wie zum Beispiel Hispanotherium, in Europa. Die Ausbreitung muss recht schnell vonstattengegangen sein. Einen zeitlichen Rahmen bildet das zweite Proboscidean datum event vor 19 Millionen Jahren, zu diesem Zeitpunkt sind mit Kenyatherium und Ougandatherium zwei sehr frühe Elasmotherien aus Afrika nachgewiesen. Die frühen afrikanischen Elasmotherien sind aber nur wenig bekannt. Möglicherweise konnte die Gruppe nur wenig Fuß fassen auf dem Kontinent. Aus stammesgeschichtlicher Sicht zeigt Eoazara stärkere Beziehungen zu einzelnen eurasischen Formen wie Iranotherium, Parelasmotherium und Ningxiatherium, die etwa im gleichen Zeitraum dokumentiert sind.
Die wissenschaftliche Erstbeschreibung von Eoazara wurde im Jahr 2021 von  Denis Geraads und  Samir Zouhri erstellt. Sie basiert auf dem vollständigen Schädel und den einzelnen Fußknochen aus der Umgebung von Skoura im Ouarzazate-Becken in Marokko. Der Schädel bildet den Holotyp (Exemplarnummer FSC-Sk-250). Er war von einem privaten Sammler entdeckt und später aufgekauft sowie der Aïn Chock Faculty of Sciences in Casablanca übergeben worden. Der Gattungsname Eoazara setzt sich aus dem griechischen Wort ηώς (ēōs) für „Morgenröte“ und azara, dem Tamazightwort für „Nashorn“, zusammen. Einzige anerkannte Art ist E. xerri. Das Artepitheton ehrt Serge Xerri, der den Nashornschädel von dem Privatsammler erworben hatte.